# Светулка (природонаучно списание)
Вижте пояснителната страница за други значения на Светулка.
„Светулка“ е първото българско природонаучно списание, орган на Българското ентомологично дружество.
Списанието излиза в Сливен и Разград в периода 1899 – 1900 г. Редактори са Хр. Пигулев и Ат. Николов. Сред сътрудниците са видни български природоизпитатели. В него се публикуват материали по стопански въпроси и научна информация от чуждестранни издания.